# Santa Marinha (Vila Nova de Gaia)
A freguesia de Santa Marinha, também conhecida por Vila Nova de Gaia é uma antiga freguesia portuguesa do município Vila Nova de Gaia, com 6,00 km² de área e 30 147 habitantes (2011), e, por isso, uma densidade populacional de 5 024,5 hab/km².
A partir de 29 de setembro de 2014, Santa Marinha passou a fazer parte integrante da então criada União de Freguesias de Santa Marinha e São Pedro da Afurada.
Inclui os lugares de Coimbrões e Candal, bem como a zona onde se localizam as mundialmente famosas caves do vinho do Porto, na margem esquerda do rio Douro. Antigamente esta freguesia pertencia ao concelho do Porto.

## População
| População da freguesia de Vila Nova de Gaia (Santa Marinha) | População da freguesia de Vila Nova de Gaia (Santa Marinha) | População da freguesia de Vila Nova de Gaia (Santa Marinha) | População da freguesia de Vila Nova de Gaia (Santa Marinha) | População da freguesia de Vila Nova de Gaia (Santa Marinha) | População da freguesia de Vila Nova de Gaia (Santa Marinha) | População da freguesia de Vila Nova de Gaia (Santa Marinha) | População da freguesia de Vila Nova de Gaia (Santa Marinha) | População da freguesia de Vila Nova de Gaia (Santa Marinha) | População da freguesia de Vila Nova de Gaia (Santa Marinha) | População da freguesia de Vila Nova de Gaia (Santa Marinha) | População da freguesia de Vila Nova de Gaia (Santa Marinha) | População da freguesia de Vila Nova de Gaia (Santa Marinha) | População da freguesia de Vila Nova de Gaia (Santa Marinha) | População da freguesia de Vila Nova de Gaia (Santa Marinha) |
| ----------------------------------------------------------- | ----------------------------------------------------------- | ----------------------------------------------------------- | ----------------------------------------------------------- | ----------------------------------------------------------- | ----------------------------------------------------------- | ----------------------------------------------------------- | ----------------------------------------------------------- | ----------------------------------------------------------- | ----------------------------------------------------------- | ----------------------------------------------------------- | ----------------------------------------------------------- | ----------------------------------------------------------- | ----------------------------------------------------------- | ----------------------------------------------------------- |
| 1864                                                        | 1878                                                        | 1890                                                        | 1900                                                        | 1911                                                        | 1920                                                        | 1930                                                        | 1940                                                        | 1950                                                        | 1960                                                        | 1970                                                        | 1981                                                        | 1991                                                        | 2001                                                        | 2011                                                        |
| 7261                                                        | 8906                                                        | 12113                                                       | 13795                                                       | 14768                                                       | 16216                                                       | 21240                                                       | 24108                                                       | 25872                                                       | 25313                                                       | 24808                                                       | 29459                                                       | 31507                                                       | 30758                                                       | 30146                                                       |

Pelo decreto lei nº 38.637, de 09/02/1952, foi desanexada a povoação de Afurada para constituir a freguesia de São Pedro da Afurada
| Distribuição da População por Grupos Etários | Distribuição da População por Grupos Etários | Distribuição da População por Grupos Etários | Distribuição da População por Grupos Etários | Distribuição da População por Grupos Etários | Distribuição da População por Grupos Etários | Distribuição da População por Grupos Etários | Distribuição da População por Grupos Etários | Distribuição da População por Grupos Etários | Distribuição da População por Grupos Etários |
| -------------------------------------------- | -------------------------------------------- | -------------------------------------------- | -------------------------------------------- | -------------------------------------------- | -------------------------------------------- | -------------------------------------------- | -------------------------------------------- | -------------------------------------------- | -------------------------------------------- |
| Ano                                          | 0-14 Anos                                    | 15-24 Anos                                   | 25-64 Anos                                   | > 65 Anos                                    |                                              | 0-14 Anos                                    | 15-24 Anos                                   | 25-64 Anos                                   | > 65 Anos                                    |
| 2001                                         | 4 857                                        | 4 204                                        | 17 195                                       | 4 502                                        |                                              | 15,8%                                        | 13,7%                                        | 55,9%                                        | 14,6%                                        |
| 2011                                         | 4 148                                        | 3 163                                        | 17 547                                       | 5 288                                        |                                              | 13,8%                                        | 10,5%                                        | 58,2%                                        | 17,5%                                        |

## Património
- Ponte Dom Luís I
- Igreja da Serra do Pilar e claustro
- Antigo Convento Corpus Christi ou Instituto do Bom Pastor
- Monte do Castelo (área do Castelo de Gaia)
- Casa da Família Barbot e jardins
- Igreja Paroquial de Santa Marinha
- Paço do Campo Belo (incluindo a capela e jardins)
- Casa do Fojo
- Mosteiro da Serra do Pilar ou Mosteiro de Santo Agostinho da Serra do Pilar
- Conjunto da Fábrica de Cerâmica das Devesas (Casa António Almeida da Costa, Bairro dos Operários, Bairro dos Contramestres, Creche Emília de Jesus Costa, Asilo António Almeida da Costa, conjunto habitacional e depósito de materiais do Porto)
- Casa e Quinta do Mirante ou Castelo de Vandoma ou Casa do Lima ou Casa do Brigadeiro
- Quinta do Maravedi (onde está instalado o Conservatório Superior de Música de Gaia)